# Tess und ihr Bodyguard
Tess und ihr Bodyguard (Originaltitel: Guarding Tess) ist eine US-amerikanische Filmkomödie aus dem Jahr 1994. Die Regie führte Hugh Wilson, der gemeinsam mit Peter Torokvei das Drehbuch schrieb. Die Hauptrollen spielten Nicolas Cage und Shirley MacLaine.

## Handlung
Der Agent des United States Secret Service, Doug Chesnic, ist mit der Bewachung von Tess Carlisle, der Witwe des letzten US-Präsidenten, beauftragt. Chesnic hat weniger Gefallen an dem Job als umgekehrt Carlisle Sympathie für ihn. Chesnic bittet um Versetzung, was jedoch abgelehnt wird. Der Präsident ruft ihn an und droht, Chesnic würde demnächst den Hund des Präsidenten bewachen müssen.
Das Auskommen von Chesnic mit Carlisle bessert sich nur langsam. Als die unkooperative Carlisle alleine im Wagen sitzt, wird sie entführt. Ihr Fahrer Earl Fowler wird zusammengeschlagen und kommt ins Krankenhaus.
Chesnic entdeckt, dass eine Verletzung auf dem Hals des Fahrers von dem Zigarettenanzünder des Wagens stammen könnte. Er verdächtigt Fowler, der keine Auskünfte erteilt. Chesnic schießt Fowler einen Zeh ab, woraufhin der Fahrer offenbart, dass er die Entführung gemeinsam mit zwei Verwandten durchführte. Carlisle wird in einer unterirdischen Grube gefunden. Sie ist bewusstlos, aber im Hubschrauber wacht sie auf und fordert, dass Chesnic sie auf dem Weg zum Krankenhaus begleitet.
Carlisle ruft vor dem Verlassen des Krankenhauses den Präsidenten an, den sie schroff anweist, für die ungestörte Karriere von Chesnic zu sorgen. Sie sagt, Chesnic sei für sie wie ein Sohn. Sie soll nach den Vorschriften auf einem Rollstuhl aus dem Krankenhaus geschoben werden, was sie strikt ablehnt. Erst nachdem es Chesnic anordnet, willigt sie ein.

## Kritiken
Roger Ebert schrieb in der Chicago Sun-Times vom 11. März 1994, dass er denke, dass die Rolle von Tess Carlisle die persönlichste Rolle von Shirley MacLaine sei. Ebert lobte stark die Darstellungen von Shirley MacLaine und Nicolas Cage. Die Regie sei der Regie des Films Miss Daisy und ihr Chauffeur ähnlich.
Richard Harrington verglich den Film in der Washington Post vom 11. März 1994 mit dem Film Miss Daisy und ihr Chauffeur. Die Nebencharaktere seien dünn skizziert.

## Auszeichnungen
Shirley MacLaine wurde im Jahr 1995 für den Golden Globe Award nominiert.

## Hintergründe
Die Dreharbeiten fanden in Maryland und in Washington, D.C. statt. Das Einspielergebnis in den Kinos der USA betrug ca. 27 Millionen US-Dollar.